# Anolis equestris
El anolis ecuestre, anolis caballero o chipojo verde (Anolis equestris) es una especie de lagarto de la familia Dactyloidae. Es una de las casi 400 especies del género Anolis existentes en la América tropical y subtropical. Esta especie de lagarto arborícola es autóctona de Cuba, y también ha sido introducida en Florida.
Miden hasta 50 cm (siendo uno de los anolis de mayor tamaño) y llegan a vivir 6 años. Las hembras ponen de 7 a 23 huevos que incuban de 6 a 10 semanas.[cita requerida]

## Subespecies
Se reconocen las siguientes subespecies:
- Anolis equestris brujensis Garrido, 2001
- Anolis equestris buidei Schwartz & Garrido, 1972
- Anolis equestris cincoleguas Garrido, 1981
- Anolis equestris cyaneus Garrido & Estrada, 2001
- Anolis equestris equestris Merrem, 1820
- Anolis equestris juraguensis Schwartz & Garrido, 1972
- Anolis equestris persparsus Schwartz & Garrido, 1972
- Anolis equestris potior Schwartz & Thomas, 1975
- Anolis equestris sabinalensis Garrido & Moreno, 2001
- Anolis equestris thomasi Schwartz, 1958
- Anolis equestris verreonensis Schwartz & Garrido, 1972